# County Championship 2017
Die County Championship 2017 war die 118. Saison des nationalen First-Class-Cricket-Wettbewerbes in England und Wales und wurde vom 7. April bis zum 28. September 2017 ausgetragen. Sie wurde in zwei Divisionen ausgetragen, Division 1 und Division 2. Erstmals treten in der Division 1 acht und in der Division 2 zehn Teams an, wobei jedes Team nur 14 Spiele bestreitet. Division 1 wurde durch Essex, die somit ihre siebte County Meisterschaft erreichten. Absteiger aus der Division 1 waren Middlesex und  Warwickshire, die in der nachfolgenden Saison 2018 durch die bestplatzierten Mannschaften der Division 2,  Worcestershire und Nottinghamshire, ersetzt wurden.

## Format
Die 18 First Class Counties wurden nach den Resultaten der Saison 2016 in zwei Divisionen aufgeteilt. In jeder Division spielt jede Mannschaft gegen jede andere jeweils ein Heim- und ein Auswärtsspiel, wobei in Division zwei die Rückspiele nur gegen sechs Gegner ausgetragen werden. Für einen Sieg erhält ein Team zunächst 16 Punkte, für ein Unentschieden (beide Mannschaften erzielen die gleiche Anzahl an Runs) 8 Punkte. Sollte kein Ergebnis erreicht werden und das Spiel in einem Remis enden, bekommen beide Mannschaften 5 Punkte. Zusätzlich besteht die Möglichkeit in den ersten 110 Over des ersten Innings Bonuspunkte zu sammeln. Dabei werden bis zu 5 Punkte für erzielte Runs und bis zu 3 Punkte für erzielte Wickets ausgegeben. Des Weiteren ist es möglich das Mannschaften Punkte abgezogen bekommen, wenn sie beispielsweise zu langsam spielen oder der Platz nicht ordnungsgemäß hergerichtet ist. Am Ende der Saison ist der Sieger der Division 1 County Champion, die beiden letztplatzierten dieser Division steigen ab und die beiden bestplatzierten der Division 2 auf.

## Vorgeschichte
Nach Abschluss der vorherigen Saison erhielt Durham vom ECB ein finanzielles Hilfspaket. Daran gebunden war ein Zwangsabstieg aus der ersten Division, so dass das eigentlich abgestiegene Hampshire in der ersten Division verblieb.
Auch wurde beschlossen erstmals eine Runde unter Flutlicht auszutragen.

## Resultate

### Division 1
Tabelle
Der Stand der Tabelle der Division 1 zum Ende der Saison.
| Team         | Sp. | S  | N | R  | Bat | Bwl | Ded | Punkte |
| ------------ | --- | -- | - | -- | --- | --- | --- | ------ |
| Essex        | 14  | 10 | 0 | 4  | 28  | 40  | 0   | 248    |
| Lancashire   | 14  | 5  | 3 | 6  | 29  | 37  | 0   | 176    |
| Surrey       | 14  | 2  | 2 | 10 | 47  | 34  | 0   | 163    |
| Yorkshire    | 14  | 4  | 5 | 5  | 24  | 35  | 0   | 148    |
| Hampshire    | 14  | 3  | 3 | 8  | 24  | 36  | 0   | 148    |
| Somerset     | 14  | 4  | 6 | 4  | 24  | 39  | 0   | 147    |
| Middlesex    | 14  | 3  | 4 | 7  | 28  | 37  | 2   | 146    |
| Warwickshire | 14  | 1  | 9 | 4  | 19  | 31  | 0   | 86     |

Sieg: 16 Punkte; Remis: 5 Punkte

### Division 2
Tabelle
Der Stand der Tabelle der Division 2 zum Ende der Saison.
| Team             | Sp. | S | N | R | Bat | Bwl | Ded | Punkte |
| ---------------- | --- | - | - | - | --- | --- | --- | ------ |
| Worcestershire   | 14  | 9 | 3 | 2 | 45  | 39  | 0   | 238    |
| Nottinghamshire  | 14  | 7 | 2 | 5 | 44  | 41  | 0   | 222    |
| Northamptonshire | 14  | 9 | 3 | 2 | 29  | 39  | 5   | 217    |
| Sussex           | 14  | 7 | 5 | 2 | 35  | 39  | 0   | 196    |
| Kent             | 14  | 4 | 2 | 8 | 35  | 36  | 0   | 175    |
| Gloucestershire  | 14  | 3 | 4 | 7 | 29  | 35  | 0   | 147    |
| Glamorgan        | 14  | 3 | 7 | 4 | 25  | 40  | 0   | 133    |
| Derbyshire       | 14  | 3 | 7 | 4 | 29  | 30  | 0   | 127    |
| Durham           | 14  | 3 | 6 | 5 | 36  | 37  | 48  | 98     |
| Leicestershire   | 14  | 0 | 9 | 5 | 32  | 34  | 16  | 75     |

Sieg: 16 Punkte; Remis: 5 Punkte

## Statistiken
Während der Saison wurden folgende Cricketstatistiken erzielt:
| First Class      | First Class    | First Class | First Class | First Class | First Class | First Class | First Class | First Class |
| Batting          | Batting        | Batting     | Batting     | Batting     | Batting     | Batting     | Batting     | Batting     |
| Spieler          | Mannschaft     | Spiele      | Innings     | Runs        | Average     | HS          | 100s        | 50s         |
| ---------------- | -------------- | ----------- | ----------- | ----------- | ----------- | ----------- | ----------- | ----------- |
| Kumar Sangakkara | Surrey         | 10          | 16          | 1491        | 68,30       | 200         | 8           | 2           |
| Luke Wells       | Sussex         | 12          | 22          | 1292        | 64,60       | 258         | 4           | 4           |
| Daryl Mitchell   | Worcestershire | 14          | 26          | 1266        | 61,90       | 161         | 7           | 3           |
| Joe Denly        | Kent           | 13          | 23          | 1165        | 62,23       | 227         | 4           | 5           |
| Mark Stoneman    | Surrey         | 12          | 19          | 1156        | 66,62       | 197         | 4           | 4           |
| Bowling          |                |             |             |             |             |             |             |             |
| Spieler          | Mannschaft     | Spiele      | Overs       | Wickets     | Average     | BBI         | 5W          | 10W         |
| Jamie Porter     | Essex          | 13          | 399.0       | 75          | 16,82       | 7/55        | 5           | 1           |
| Simon Harmer     | Essex          | 14          | 521.2       | 72          | 19,19       | 9/95        | 4           | 2           |
| Joe Leach        | Worcestershire | 14          | 397.5       | 69          | 19,39       | 5/32        | 4           | 1           |
| Darren Stevens   | Kent           | 12          | 395.4       | 62          | 18,08       | 8/75        | 7           | 0           |
| Jofra Archer     | Sussex         | 13          | 475.1       | 61          | 25.29       | 7/67        | 4           | 1           |